# Platja de La Griega
La platja de La Griega, també coneguda com de La Cabaña del Mar, és la més propera a Colunga, capital del concejo del mateix nom, a la zona oriental del Principat d'Astúries (Espanya). El riu Colunga o Liberdón desemboca a la mateixa platja, descrivint un petit meandre i abocant les seves aigües en el Mar Cantàbric; al mateix temps que divideix la platja en dues.
Pertany a la Costa oriental d'Astúries.

## Característiques
- Longitud de 650 metres
- Accessos rodats
- Entorn residencial

## Serveis
- aparcament
- banys
- dutxes
- socorristes diari
- càmping
- restaurants

## Festes i altres actuacions relacionades
Al juliol durant les festes de Loreto se celebra una animada gira a la platja.

## Petjades de dinosaures
Recorregut des del panell fins a les petjades aprox. 600 m. A l'est de la platja, en els seus penya-segats es troba el famós i espectacular jaciment de petjades de dinosaure. Al costat del pont de la ria tenim un panell indicador, una senda d'uns centenars de metres i excavada en el vessant del pujol, ens portarà fins a les icnites, que apareixen aquí sobre un estrat calcari inclinat lleugerament en direcció al mar, van representar el pas de dinosaures quadrúpedes de grandària gegantesca (sauròpodes) que es desplaçaven sobre el que va ser una antiga llacuna costanera fangosa fa uns 150 milions d'anys.
Les enormes dimensions d'aquestes petjades, alguna de les quals arriben a aconseguir els 1,30 metres de diàmetre, permet que les hi pugui considerar entre les de major grandària descobertes fins al moment a tot el món.
En les seves proximitats, i sobre el mateix estrat calcari, apareixen altres petjades tridàctiles, més difícils d'identificar pels seus contorns difusos, que representen rastres de dinosaures bípedes de major grandària.